# Schouwia purpurea
Schouwia es un género monotípico de fanerógamas perteneciente a la familia Brassicaceae. Su única especie: Schouwia purpurea es originaria del  Norte de África hasta Arabia. 

## Descripción
Es una planta anual hierba un poco suculenta, erguida, con ramas extendidas, que alcanza un tamaño de 30-100 cm de altura, glabra. Las hojas de 20-60 x 15-40 mm, ovales, enteras. Las inflorescencias en racimos alargados, muy laxos. Pedicelos 5-7 mm de largo, tieso, ascendente. Sépalos de 3-5 mm de largo. Pétalos de 6-8 mm de largo, de color lila a azul, espatuladas. Silicuas de 13-35 x 8-23 mm (1-4 ala ancha mm incluido), plana, ovadas, cordadas; pico 4-10 mm, cónicos. Semillas  1,5 mm de diámetro de color marrón rojizo, casi lisa.

## Taxonomía
Schouwia purpurea fue descrita por (Forssk.) Schweinf. y publicado en Bull. Herb. Boissier iv. App. II. 183.
sinonimia
- Schouwia arabica DC.
- Schouwia thebaica
- Schouwia thebaica var. microcarpa Täckh.	[3]